# Ерик Аксел Карлфелт
Ерик Аксел Карлфелт (на шведски: Erik Axel Karlfeldt, до 1889 г. Ерик Аксел Ериксон, Erik Axel Eriksson) е шведски поет-символист, лауреат на Нобелова награда за литература за 1931 година.
Завършва университета в Упсала през 1898 година. От 1904 г. член на Шведската академия. По изключение Нобеловата награда му е връчена посмъртно (през 1914 г. той, заради поста си на секретар на Нобеловия комитет, отказва да я приеме).